# Kleines Prebischtor

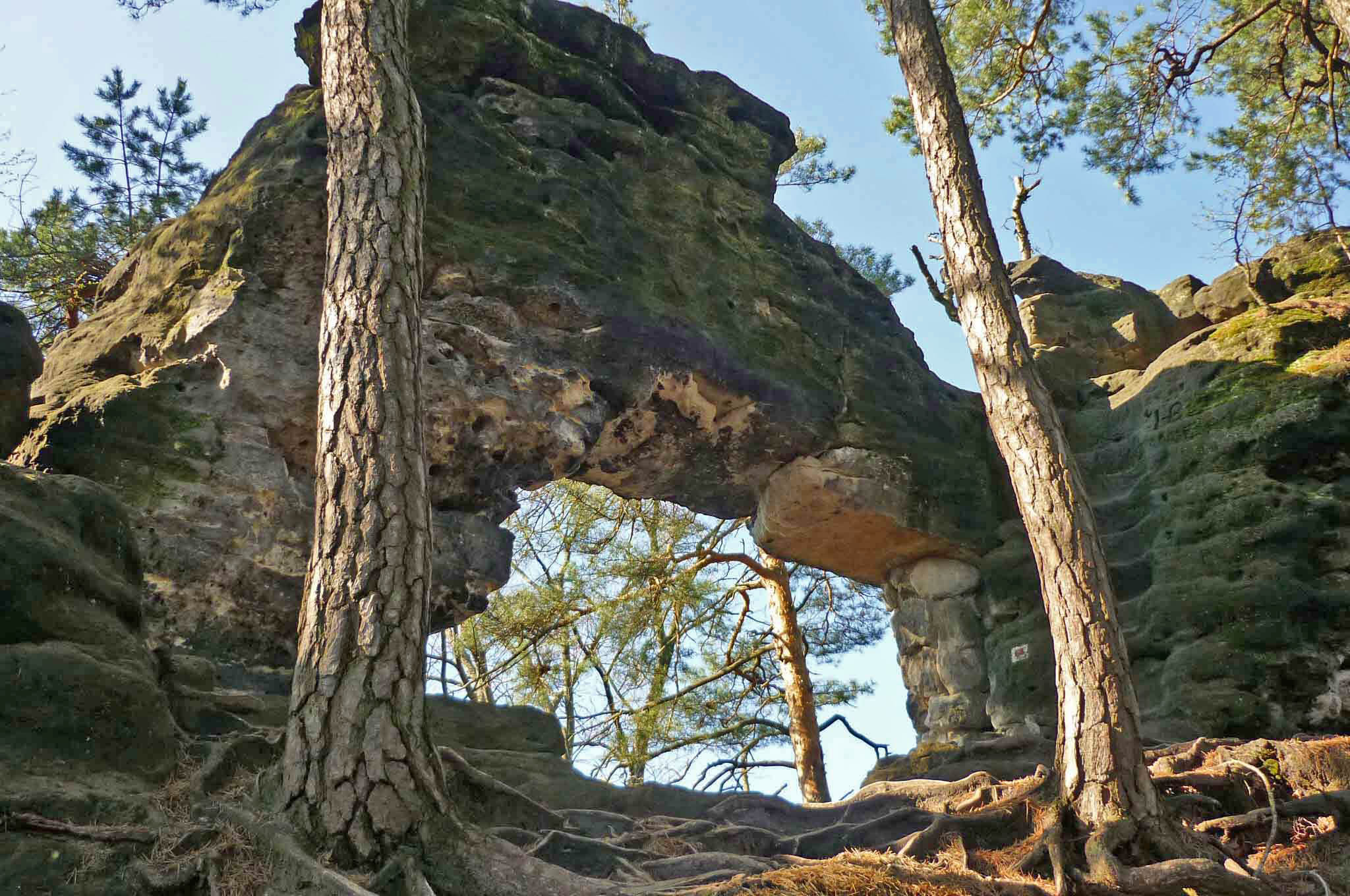
Kleines Prebischtor

Das Kleine Prebischtor (tschechisch: Malá Pravčická Brána) ist eine natürliche Sandstein-Felsbrücke, die etwa 2,30 m hoch und 3,30 m breit ist. Es befindet sich in der Böhmischen Schweiz nahe der rot markierten Hauptwanderroute (Europäischer Fernwanderweg E3) zwischen Mezní Louka (Rainwiese) und Vysoká Lípa (Hohenleipa).
Seinen Namen bekam es nach dem nahegelegenen Prebischtor im Winterberggebiet, der größten natürlichen Sandsteinfelsbrücke Europas. Unter den Höhlenbildungen der Böhmischen Schweiz gibt es noch eine ganze Reihe weiterer „Kleiner Prebischtore“.